# Mitchell van Rooijen
Mitchell van Rooijen (Utrecht, 22 december 1998) is een Nederlands voetballer die bij voorkeur als middenvelder speelt, maar ook inzetbaar is als vleugelspeler.

## Clubcarrière
Van Rooijen werd geboren in Utrecht, maar verhuisde al op jonge leeftijd met zijn ouders naar Houten. In 2008 werd hij bij de plaatselijke amateurclub FC Delta Sports '95 weggeplukt door de jeugdopleiding van FC Utrecht. In september 2015 tekende de jeugdinternational zijn eerste profcontract bij de club uit de Domstad. Hij stroomde in 2016 door naar de selectie van Jong FC Utrecht. Op 5 augustus 2016 debuteerde hij namens het beloftenelftal in de Eerste divisie in een uitwedstrijd bij NAC Breda. Hij startte in de basiself. De club uit Breda won de openingswedstrijd van het seizoen 2016/17 met 4–1 na treffers van Jeff Stans, Cyriel Dessers, Bodi Brusselers en Gianluca Nijholt. Jong Utrecht scoorde tegen via Rodney Antwi. Op 22 december 2016, zijn 18e verjaardag, werd zijn contract bij FC Utrecht opengebroken en verlengd tot medio 2020 met een optie voor nog een jaar. Die optie werd eind maart 2020 door de club ook gelicht en enkele maanden later zelfs opengebroken en verlengd tot medio 2023 met opnieuw een optie voor een extra jaar. Eerder dat jaar, op 17 januari 2020, had de aanvoerder van Jong FC Utrecht al zijn debuut gemaakt in de hoofdmacht tijdens een uitwedstrijd bij PEC Zwolle 3-3. Vanwege een aantal blessures liet trainer John van den Brom hem in de basiself starten, totdat hij zelf na ruim een uur spelen met een liesblessure gewisseld moest worden. Met ingang van het seizoen 2020/21 werd de middenvelder voor de duur van een jaar verhuurd aan Excelsior. Na afloop van die huurperiode keerde van Rooijen terug naar FC Utrecht waar zijn perspectieven op speeltijd gering waren. Ondanks zijn doorlopende contract in Utrecht tekende hij op 26 juli 2021 een tweejarige verbintenis met een optie voor nog een jaar bij VVV-Venlo. De middenvelder was een van de tien spelers van wie VVV na afloop van het seizoen 2022/23 het contract niet verlengde. In augustus 2023 vertrok van Rooijen naar Spanje, waar hij een contract tekende bij CD Manchego Ciudad Real. Na een jaar keerde Van Rooijen weer terug naar Nederland, waar hij een tweejarig contract tekende bij TOP Oss.

## Statistieken

#### Beloften
| 2016/17                                | Jong FC Utrecht | Eerste divisie  | 13 | 3 | 13 | 3 |
| 2017/18                                | Jong FC Utrecht | Eerste divisie  | 17 | 0 | 17 | 0 |
| 2018/19                                | Jong FC Utrecht | Eerste divisie  | 22 | 4 | 22 | 4 |
| 2019/20                                | Jong FC Utrecht | Eerste divisie  | 20 | 2 | 20 | 2 |
| Totaal beloften                        | Totaal beloften | Totaal beloften | 72 | 9 | 72 | 9 |
| Bijgewerkt tot en met 20 december 2021 |                 |                 |    |   |    |   |

#### Senioren
| Seizoen                                | Club            | Competitie         | Competitie | Competitie | Beker | Beker | Overig1 | Overig1 | Totaal | Totaal |
| Seizoen                                | Club            | Competitie         | Wed.       | Dlp.       | Wed.  | Dlp.  | Wed.    | Dlp.    | Wed.   | Dlp.   |
| -------------------------------------- | --------------- | ------------------ | ---------- | ---------- | ----- | ----- | ------- | ------- | ------ | ------ |
| 2019/20                                | FC Utrecht      | Eredivisie         | 1          | 0          | 0     | 0     | 0       | 0       | 1      | 0      |
| 2020/21                                | → Excelsior     | Eerste divisie     | 24         | 1          | 2     | 0     | —       | —       | 26     | 1      |
| 2021/22                                | VVV-Venlo       | Eerste divisie     | 25         | 6          | 1     | 0     | —       | —       | 26     | 6      |
| 2022/23                                | VVV-Venlo       | Eerste divisie     | 32         | 2          | 2     | 0     | 4       | 1       | 38     | 3      |
| 2023/24                                | CD Manchego     | Segunda Federación | 28         | 0          | 0     | 0     | 2       | 0       | 30     | 0      |
| 2024/25                                | TOP Oss         | Eerste divisie     | 31         | 0          | 0     | 0     | —       | —       | 31     | 0      |
| 2025/26                                | TOP Oss         | Eerste divisie     | 0          | 0          | 0     | 0     | —       | —       | 0      | 0      |
| Totaal senioren                        | Totaal senioren | Totaal senioren    | 141        | 9          | 5     | 0     | 6       | 1       | 152    | 10     |
| Carrièretotaal                         | Carrièretotaal  | Carrièretotaal     | 213        | 18         | 5     | 0     | 6       | 1       | 224    | 19     |
| Bijgewerkt tot en met 16 augustus 2025 |                 |                    |            |            |       |       |         |         |        |        |

1Overige wedstrijden, te weten UEFA Europa League en play-off.

## Trivia
Op 26 april 2019 maakte Mitchell van Rooijen in een competitiewedstrijd namens Jong FC Utrecht tegen Helmond Sport (1-1) op schitterende wijze de gelijkmaker. Hij scoorde met een zogenaamde scorpionkick. Van Rooijen behoort daarmee tot een rijtje van illustere voetballers die op dergelijke wijze scoorden, onder wie Rafael van der Vaart, Zlatan Ibrahimović, Henrich Mchitarjan en Olivier Giroud. Ook de Colombiaanse doelman René Higuita deed dat in 1995 op Wembley, maar hij deed dat kunststukje om een doelpunt te voorkomen.